# Jacobs Aircraft Engine Company
A Jacobs Aircraft Engine Company foi um fabricante americano de motores aeronáuticos que existiu de 1926 a 1956.

## História

### Primeiros anos
A Jacobs Aircraft Engine Company foi fundada em 1926 na Filadélfia. Posteriormente, a empresa mudou-se para Pottstown, Pensilvânia, após adquirir a oficina de máquinas da "Light Manufacturing and Foundry Company".

### Primeiros motores

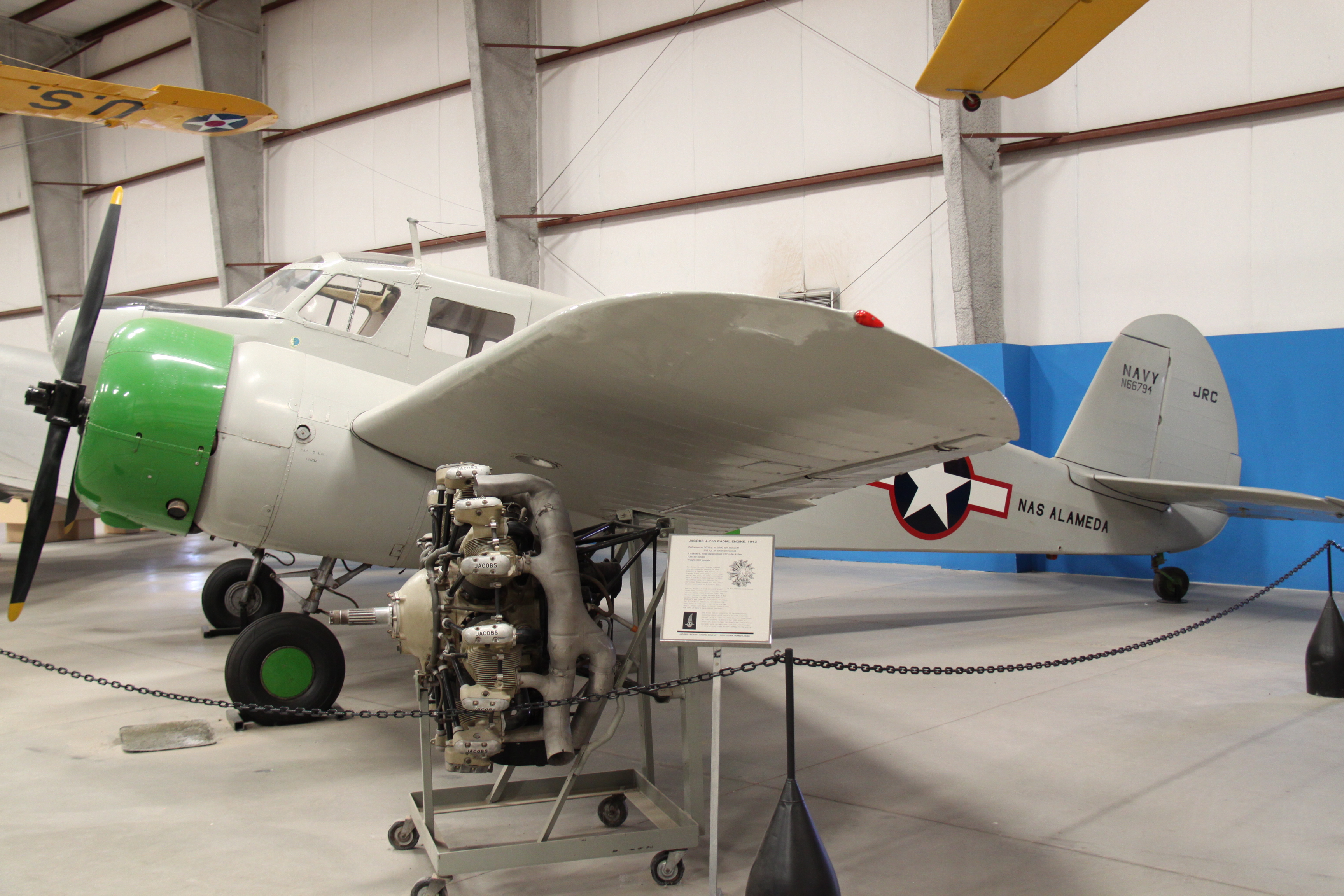
Um Cessna Bobcat exibido com um motor Jacobs L-4 (R-755), Pima Air & Space Museum, 2013.

Um dos primeiros produtos foi o L-3 1931, um motor radial de três cilindros refrigerado a ar de 190,4 cu in (3.120 cc) e 51 cv (38 kW). Apenas 44 foram construídos.
Em 1933, Jacobs desenvolveu seu motor mais famoso, o radial L-4 de sete cilindros refrigerado a ar, com uma potência de 225 hp (168 kW) e deslocamento de 757,7 cu in (12.416 cc). Era mais conhecido por sua designação militar, R-755. Na época, tornou-se conhecido como o melhor produtor de motores na faixa de 200-400 cavalos. A Jacobs foi a primeira a começar a fabricar motores usando pistões de liga de alumínio forjado, válvulas de escape preenchidas com sódio e cárteres de liga de magnésio.
O L-4 foi usado principalmente no Cessna Bobcat, Cessna 195 e Stearman Kaydet.
Devido à tendência do motor L-4 de vibrar pesadamente em baixas rotações, ele recebeu os apelidos de "Shakin Jake" e "Shakey Jake".

### Modelos posteriores
Desenvolvimentos posteriores incluíram o L-5 ou "R-830" de 285 hp e o L-6 ou "R-915" de 330 hp.

### Pós-guerra
A Jacobs foi adquirida pela "Republic Industries" em 1945, que por sua vez foi adquirida pela "Barium Steel Corporation" em 1946. No entanto, em 1947, a empresa foi vendida de volta para Albert Jacobs. A Jacobs Aircraft Engines entrou em estagnação em 1950 e foi novamente vendido para a Republic. Finalmente, a Barium vendeu a empresa em dezembro de 1956 que fechou alguns meses depois, em 1957.

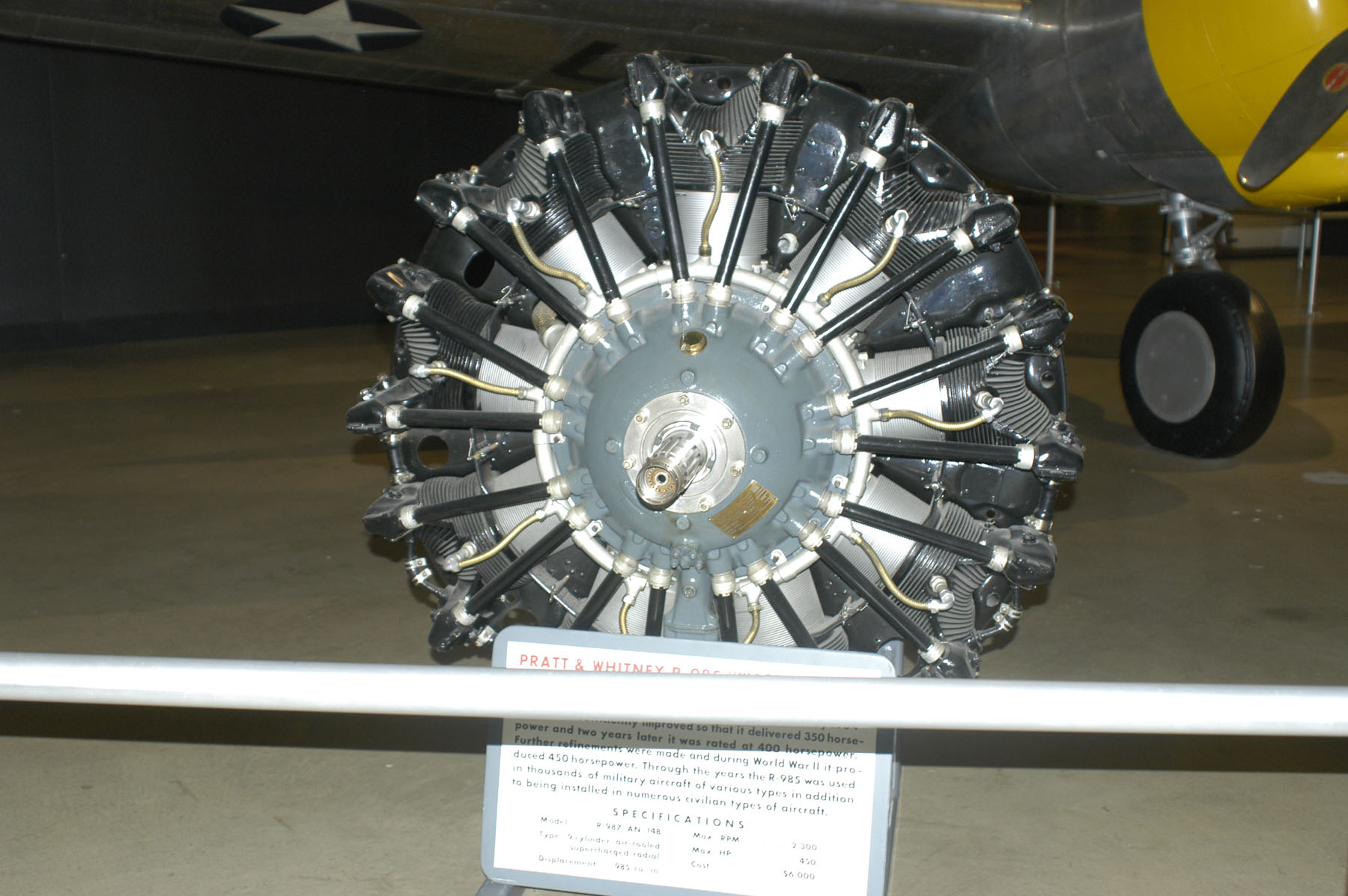
Um motor Pratt & Whitney R-985, produzido pela Jacobs durante a 2ª Guerra Mundial.

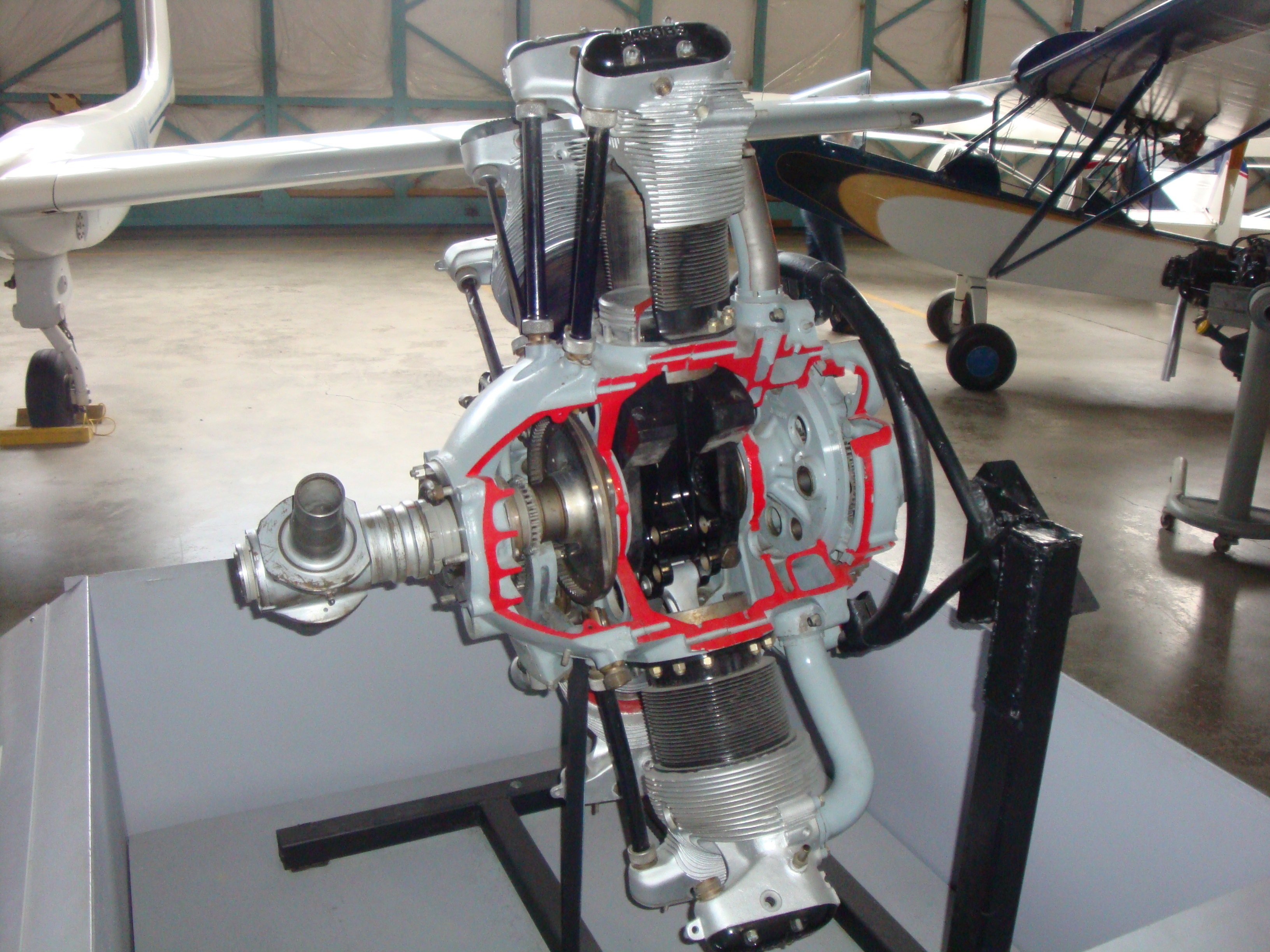
Um motor Jacobs L-6 seccionado,
no Wings Over the Rockies Air and Space Museum.

## Aplicações
Os motores Jacobs foram instalados em muitas aeronaves construídas nos Estados Unidos no período entre guerras, incluindo vários modelos da Waco. Eles estavam em uso em 26 países diferentes, incluindo o Canadá, onde motores "L6-MB" de 330 cavalos de potência foram usados para impulsionar o "Avro Anson Mk II" da "Royal Canadian Air Force". Em 1941, o Departamento de Guerra americano deu o contrato a Jacobs para produzir motores Pratt & Whitney R-985 e R-1340 até 1945. A Jacobs ficou em 87º lugar entre as corporações dos Estados Unidos no valor dos contratos de produção militar da Segunda Guerra Mundial.

## Produtos
| Nome do modelo | Configuração | Potência |
| -------------- | ------------ | -------- |
| Jacobs LA-1    | R7           | 140 hp   |
| Jacobs LA-2    | R7           | 195 hp   |
| Jacobs L-3     | R3           | 51 hp    |
| Jacobs L-4     | R7           | 225 hp   |
| Jacobs L-5     | R7           | 285 hp   |
| Jacobs L-6     | R7           | 330 hp   |